# Psychoronia costalis
Psychoronia costalis är en nattsländeart som först beskrevs av Banks 1901.  Psychoronia costalis ingår i släktet Psychoronia och familjen husmasknattsländor. Inga underarter finns listade i Catalogue of Life.